# 小馬隧道
小馬隧道，舊稱泰源隧道，為臺灣一座公路隧道，位於臺東縣成功鎮，貫通海岸山脈，連接省道臺11線與臺23線的交通。除此之外，該隧道在路面之下還有小馬圳通過。

## 沿革

### 日治時期
小馬隧道最初興建於日治時期，當時統治臺灣的日本，為了灌溉海岸山脈東側小馬地區的農田所需要，因此臺灣總督府命令當地原住民阿美族族人，自海岸山脈中的馬武窟溪引水，透過暗渠穿越馬沙林尼山，後來到小馬地區進行灌溉，而這座暗渠便是小馬隧道的前身。
該項水利灌溉工程於1929年正式完工，當時該條圳道稱為「小馬埤圳」。後續為加強泰源盆地對外的交通，因此臺灣總督府獲得日本中央政府補助的10萬日圓後，再次命令當地原住民，將原兩尺寬的圳道的暗渠斷面擴大成為四尺寬，可供人車可通行的隧道。1932年，隧道擴建工程完工，工時共費時15年之久。
太平洋戰爭後期，日本帝國戰況逐漸趨於劣勢，這時臺灣時常受到盟軍轟炸機的空襲，而小馬埤圳的這條隧道便在當時成為了為泰源、小馬地區居民躲避空襲的重要防空避難所。

### 戰後時期
1945年終戰後，臺灣由國民政府接收，小馬埤圳的隧道被臺灣省政府接管後改名「泰源隧道」，是當時臺東縣境內唯一的公路隧道，也是海岸山脈要出入泰源盆地的唯一途徑。1960年時，泰源隧道更被列為臺東十景的「桃源洞天」。
1972年，臺灣省公路局動工興建東富公路，自臺東縣東河鄉開始闢築，一路沿著馬武窟溪，進入花東縱谷後，通達花蓮縣富里鄉。當公路完工通車後，為今日的省道臺23線，泰源隧道在交通上重要性也隨之被取代。
1997年，原隧道僅能容納一部車輛單向通行，臺灣省公路局計畫擴建為能容納兩部車輛可通行的雙向道，然而消息傳到成功鎮，經當地居民陳情後，臺灣省公路局決定保存現狀，並找尋其它地點另闢隧道，然而隧道最終並無興建。
2002年12月，泰源隧道正式公告列為臺東縣歷史建築。
2004年，由於成功鎮當地居民認為泰源隧道位於該鎮的小馬段，加上日治時期稱為小馬埤圳，認為臺灣省公路局所改名的泰源隧道不妥當。因此開始推動泰源隧道復名計畫，並於成功鎮民代表會在第17屆第8次臨時會中，通過「隧道應回復正名為小馬隧道」一案，遞送至成功鎮公所辦理。成功鎮公所了解後，於同年10月將泰源隧道正式復名為小馬隧道，並在隧道東口左側豎立紀念碑一座。

## 技術資訊
| 隧道長度 | 230公尺                                                                                | 資料來源： |
| 隧道寬度 | 3.5公尺                                                                                | 資料來源： |
| 隧道高度 | 3.75公尺                                                                               | 資料來源： |
| 隧道結構 | 無混凝土襯砌，僅隧道東西口前後各30公尺施以混凝土噴漿，其餘隧道段均維持人工開鑿之表面。 | 資料來源： |
| 車道配置 | 單線單向                                                                               | 資料來源： |

## 資料來源
1. 1 2 3 4 5  . 臺東農田水利會.   [2016-05-28]. （原始内容存档于2019-06-04）.
2. 1 2 3 4 5 6 7 8 9 10 11  . 台東縣政府文化處. 2002-12-05  [2016-05-28]. （原始内容存档于2014-12-13）.
3. 1 2 3 4  . 台東縣文化磐石.   [2016-05-28].[永久]
4. 1 2 3 4  . 成功鎮公所.   [2016-05-28]. （原始内容存档于2016-03-05）.
5. ↑  台影新聞. . 中央研究院數位文化中心. 1972-03  [2016-05-28]. （原始内容存档于2019-06-08）.